# Rhaphidophora hayi
Rhaphidophora hayi är en kallaväxtart som beskrevs av Peter Charles Boyce och Josef Bogner. Rhaphidophora hayi ingår i släktet Rhaphidophora och familjen kallaväxter. Inga underarter finns listade.